# Oum Kalthoum
Cet article concerne la chanteuse. Pour la fille de Mahomet, voir Oumm Koulthoum bint Muhammad.
Fatima Ibrahim as-Sayyid al-Beltagi (en arabe : فاطمة إبراهيم السيد البلتاجي), dite Oum Kalthoum (en arabe : أم كلثوم), également orthographié Oum Kalsoum (ou Om-e Kalsūm en dialecte égyptien) ou parfois Umm Kulthum, et surnommée « Souma », est une chanteuse, musicienne et actrice égyptienne, née le 31 décembre 1898 à Ṭamāy al-Zahāyira (dans le district de Simballāwayn du gouvernorat de Dakhleya en Égypte) et morte le 3 février 1975 au Caire.
Désignée par divers surnoms, dont « l'Astre d'Orient », elle est généralement considérée comme la plus grande chanteuse du monde arabe,.

## Biographie

### Jeunesse
Fatima Ibrahim as-Sayyid al-Beltagi naît en 1898 à Ṭamāy az-Zahāyira (ar) en Égypte, dans une famille pauvre de trois enfants. Son prénom veut dire « mère ». Sa sœur aînée Sayyida est alors âgée de dix ans et son frère Khalid d'un an. Sa mère, Fāṭima al-Malījī, est femme au foyer et son père, ash-Shaykh Ibrāhīm as-Sayyid al-Beltājī, est imam. Afin d'augmenter les revenus de la famille, il interprète régulièrement des chants religieux (anāshīd) lors de mariages ou de diverses cérémonies dans son village et aux alentours. La famille vit dans la petite ville d'al-Sinbillawayn, dans le delta du Nil.
C'est en écoutant son père enseigner le chant à son frère aîné qu'Oum Kalsoum apprit à chanter et retint ces chants savants par cœur. Lorsque son père se rendit compte de la puissance de sa voix, il lui demanda de se joindre aux leçons. Très jeune, la petite fille montra des talents de chanteuse exceptionnels, au point qu'à dix ans, son père la fit entrer — déguisée en garçon — dans la petite troupe de cheikhs (au sens de chanteurs du répertoire religieux musulman) qu'il dirigeait pour y chanter durant les Mawlid (anniversaire du prophète Mahomet et des saints locaux) et d'autres fêtes religieuses.
À seize ans, elle fut remarquée par un chanteur alors très célèbre, Cheikh Abu al-Ila Muhammad, qui la forma et attira son attention sur la nécessité de comprendre les textes.
Elle fut également entendue par le compositeur et interprète Zakaria Ahmed, qui, comme Abū l-‘Ilā, incita la famille à s’installer au Caire. Elle finit par répondre à l'invitation et commença à se produire — toujours habillée en garçon — dans de petits théâtres, fuyant soigneusement toute mondanité.

### Carrière

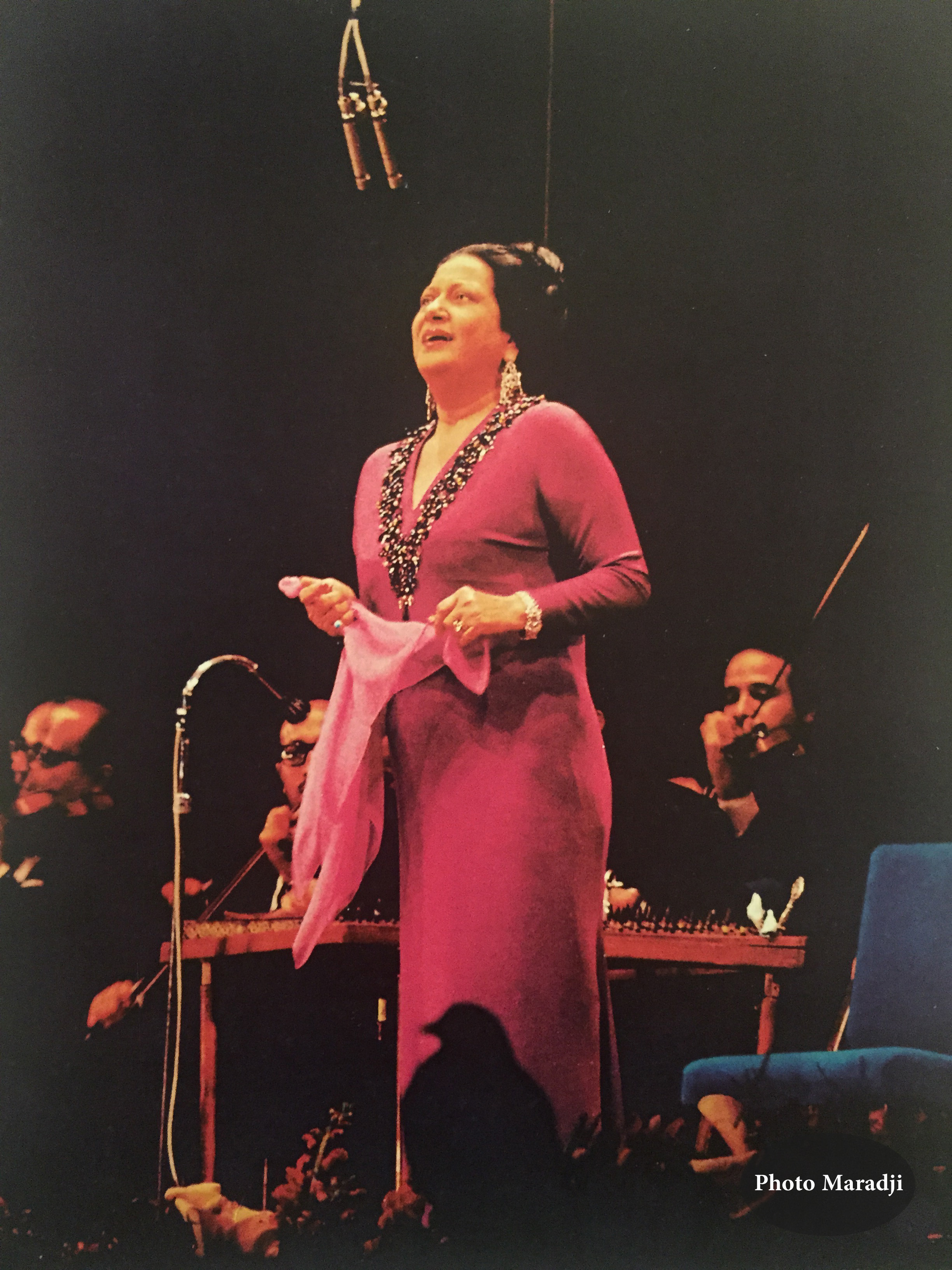
Oum Kalthoum en concert en 1968.

Plusieurs autres rencontres jalonnent sa carrière et orientent le cours de sa vie : outre les intellectuels et les notabilités locales, telle la famille ‘Abd al-Razzāq, celle d'Ahmed Rami tout d'abord, un poète qui lui écrira plus d'une centaine de chansons, formera son goût en poésie arabe classique, et l'initiera à la littérature française, qu'il avait étudiée à la Sorbonne. Celle du joueur de oud virtuose et compositeur Mohamed El Qasabji qui deviendra l'oudiste de son orchestre jusqu’à sa mort.
En 1926, elle signe son premier contrat avec Gramophone Records, qui lui verse annuellement un salaire et des royalties pour chaque disque enregistré. En 1932, sa notoriété est telle qu'elle entame sa première tournée orientale : dans le Levant et en Irak. Cette célébrité lui permet également, en 1948, de rencontrer Nasser qui demeurera son admirateur après son accession au pouvoir, et illustre l'amour de l'Égypte pour la chanteuse, amour réciproque puisque Oum Kalsoum donnera de nombreuses preuves de son patriotisme.

### Cinéma

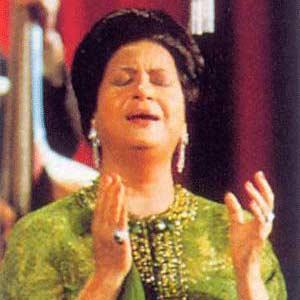
Oum Kalthoum en 1965.

Parallèlement à sa carrière de chanteuse, elle s'essaie au cinéma (Weddad, 1936 ; Le chant de l'espoir, 1937 ; Dananir, 1940 ; Aïda, 1942 ; Sallama, 1945 et Fatma, 1947) mais délaisse assez vite le septième art, ses yeux atteints de glaucome ne supportant l’éclairage des plateaux. En 1953, elle épouse son médecin, Hassen El-Hafnaoui, tout en incluant une clause lui permettant de prendre l’initiative du divorce le cas échéant.
Sa carrière musicale s'étendant du milieu des années vingt au début des années soixante-dix illustre la modernisation de la musique arabe dont elle est certainement la représentante la plus importante du XXe siècle. Ayant débuté dans le registre savant moyen-oriental avec des compositions de Zakaria Ahmed, ou du Cheikh Abou El Ala Mohamed, son style a évolué au fur et à mesure des transformations, modernisations (voire acculturation) du discours musical égyptien entre les années 1940 et le début des années 1970.
Son ensemble musical (takht) des années 1930 s’étoffe et se transforme graduellement en orchestre oriental, multipliant les cordes frottées, et introduisant graduellement des percussions empruntées à la musique populaire (ṭabla, darbuka) et des instruments tirés de traditions exogènes (à partir des années 1960 : guitare, piano, accordéon, saxophone, orgue). La transformation du discours mélodique est d’abord discrète avec les créations du compositeur Riyāḍ al-Sunbāṭī, qui monopolise presque la chanteuse entre 1954 et le tournant des années 1960, puis, Baligh Hamdi, Mohammed Al-Mougui, ou Mohammed Abdel Wahab, artisans majeurs de ce processus. Cette modernisation opérée autour de la personnalité d'Oum Kalthoum a donné naissance à un genre musical arabe nouveau qui a par la suite été largement imité : la chanson longue (ou fleuve) en plusieurs parties, dont la structure s'inspire en partie de la Waslah classique arabe (suite de chants savants) mais également des opéras ou poèmes symphoniques occidentaux.
Dans de nombreux concerts, ces œuvres offraient de larges plages d'improvisations bouleversantes qui ont largement participé à fonder le mythe Oum Kalthoum. Certains musicologues considèrent ces œuvres comme une nouvelle étape dans l'histoire de la musique savante arabe ; d'autres les opposant à l'héritage khédival, les considèrent plutôt comme appartenant à un genre hybride, intermédiaire entre le registre savant et la variété populaire les qualifiant ainsi de « genre classicisant ».

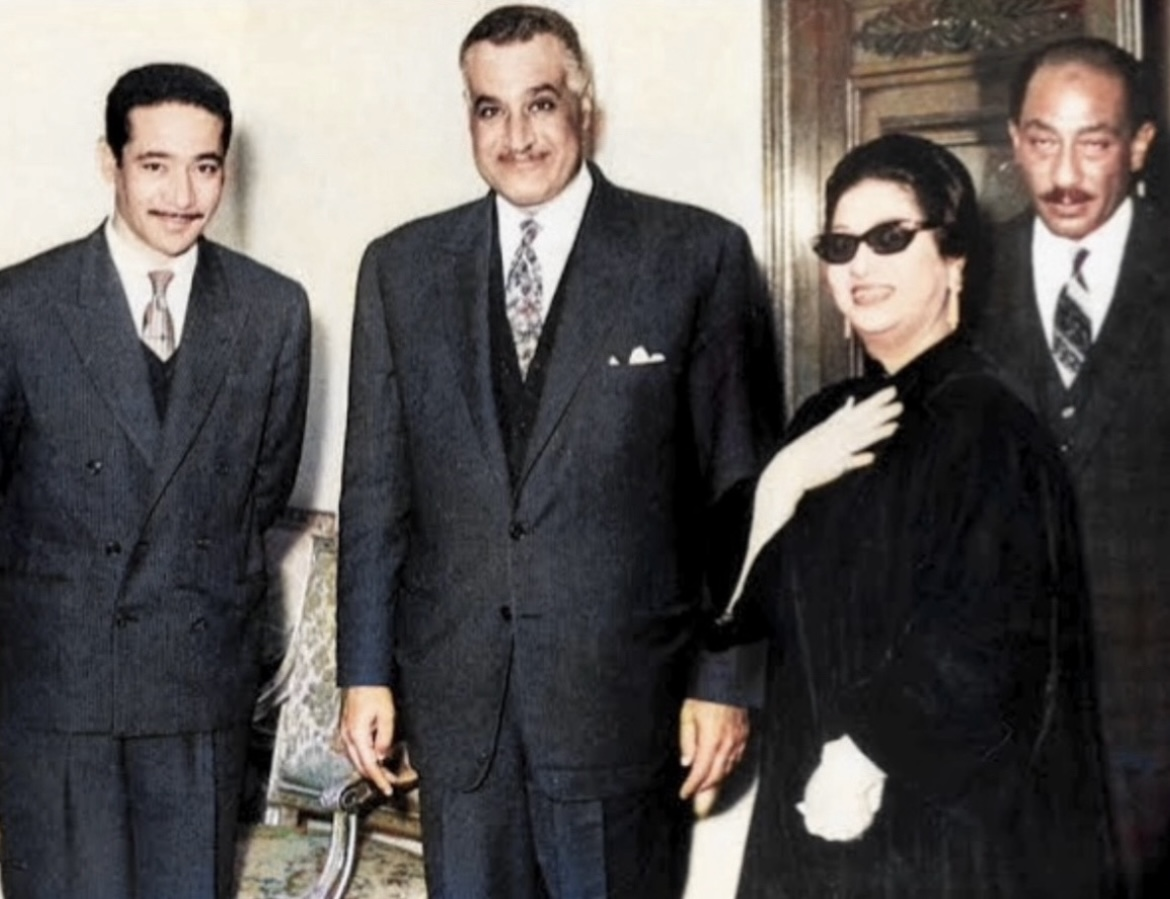
Oum Kalthoum rencontre le président Gamal Abdel Nasser, le président du Parlement Anouar el-Sadate et le compositeur Mohamed El-Mougui.

Concernant ses textes, alors que la poésie traditionnelle regorgeait de « gazelles » et de « regards de flèches », Oum Kalthoum a inventé, en collaboration avec ses auteurs attitrés (Ahmad Rami, Ahmad Shafiq Kamel et Bayram al-Tunssi principalement), une nouvelle rhétorique révolutionnant l’expression de l’amour dans la littérature arabophone populaire : les longues plaintes classiques ont peu à peu cédé la place à ce qu’on a appelé des « monologues » – œuvres à l’intérieur desquelles l’instance amoureuse explore les nuances de la perception de ses propres sentiments, exprime ses doutes et ses états d’âme contradictoires. Il n’y a plus du tout un homme et une femme, mais un « être » et « son amour », invoqué par l’éternel vocatif habibi, dont la voyelle intérieure prête le flanc aux multiples modulations permettant d’exprimer les nuances des sentiments éprouvés. Sans compter le fameux Ya (équivalent du Ô français) qui le précède habituellement, et qui permet à la chanteuse d’explorer les nuances de son ethos.
L’être aimé est désigné par des substantifs qui peuvent être considérés comme neutres du point de vue du sexe : ruhak, hawak, bo3dak, ’orbak, ’albak, redak (ton esprit, ta passion, ton éloignement, ta proximité, ton cœur, ta satisfaction). Plus de références physiques bornant l’identification, mais de pures abstractions sentimentales, de purs « blocs de désir » qui peuvent être investis et accaparés par toutes et tous. Des situations, des épreuves, des réflexions appropriées à tout ce qui compose un monde, offertes à tous ceux et toutes celles qui veulent s’en saisir.
Oum Kalthoum, occupant une position dominante dans le domaine musical arabe, agit en tant que directrice d'orchestre et responsable de l'entité artistique et culturelle. À la tête d'une équipe masculine, elle exprime des émotions amoureuses et des opinions politiques devant un large auditoire, tout en partageant ses préoccupations et ses confidences. Son caractère subversif réside également dans sa capacité à incarner les aspirations des individus au-delà des distinctions de genre traditionnelles, grâce à sa voix unique explorant divers registres.
Principalement et largement consacrée au thème de l'amour, son œuvre a également abordé à la marge d'autres thématiques comme la religion ou la politique. Le genre patriotique en effet, à l'époque des décolonisations principalement et du nationalisme arabe, s'est essentiellement illustré dans des chants dénonçant l'oppression coloniale et glorifiant les peuples arabes.
Multipliant les concerts internationaux, elle effectue sa première prestation dans un pays occidental en France à l'Olympia pour deux prestations devenues mythiques les 13 et 15 novembre 1967. Elle exige de Bruno Coquatrix d'être l'artiste la mieux payée à jouer à l'Olympia, mais fera don de son cachet au gouvernement égyptien. Revendiquant ses propres origines paysannes, la chanteuse a toujours vécu sans ostentation, souhaitant rester proche de la majorité de ses compatriotes.

### Mort et funérailles
À partir de 1967, Oum Kalthoum souffre de néphrite aiguë. En janvier 1973, elle donne son dernier concert au cinéma Qasr al Nil et les examens qu'elle subit à Londres révèlent qu'elle est inopérable. Aux États-Unis, où son mari la conduit, elle bénéficie un temps des avancées pharmaceutiques, mais en 1975, rentrée au pays, une crise très importante la contraint à l'hospitalisation. La population de son petit village natal du Delta psalmodie toute la journée le Coran. Oum Kalthoum meurt le 3 février 1975 à l'aube.
Ses funérailles se déroulent à la mosquée Omar Makram du Caire.

## Art vocal d'Oum Kalthoum

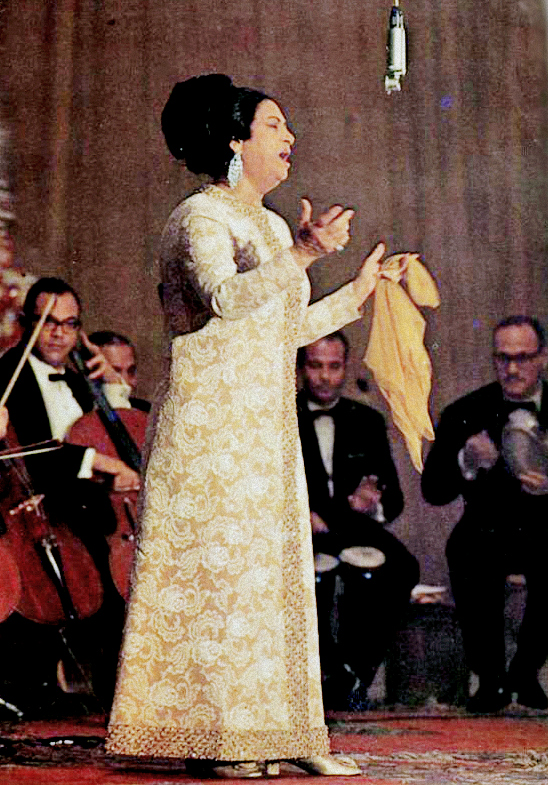
Oum Kalthoum en 1968.

L’art vocal d’Oum Kalthoum s'est fait connaître par plusieurs moyens :
- Ses enregistrements sur support 78 tours pour les compagnies Odeon et Gramophone à partir de 1924 (chants savants de type qaṣīda, mawwāl, dōr ; chants sentimentaux légers de type ṭaqṭūqa ; chants expressifs novateurs de type mūnūlūg). Versions abrégées des œuvres chantées, elles ne donnent qu’une idée imparfaite de ce que pouvait être la performance publique de ces pièces[19].
- Ses enregistrements sur support film (1934-1949). Ces pièces courtes, parfois légères, souvent liées à l’action dramatique, ne furent que rarement interprétées en public. Les exceptions, dont un enregistrement a été conservé, montrent comment sur un canevas simple l’artiste dialogue avec le compositeur pour changer l’esprit de la pièce et la ramener vers l’esthétique de ṭarab (émotion artistique) propre à la musique d’art (Yā ‘ēn, Ẓalamūnī n-nās, Ghannī-li shwayy).
- Ses chansons enregistrées en studio pour la radio nationale : pièces patriotiques, pièces religieuses, versions condensées en studio des longues chansons sentimentales destinées à être interprétées en concert.
- Ses enregistrements de concerts publics. Les plus anciens datent de la saison 1937 (sur support fil magnétique ultérieurement transféré sur bande magnétique) mais il n’y a pas plus d’une trentaine de concerts conservés pour la période 1937-1954, quand l’enregistrement des concerts d’Oum Kalthoum devient alors systématique et la conservation par la radio d’État assurée[20].

Oum Kalthoum est liée par contrat à la radio d’État pour la diffusion d’un concert par mois dès 1934 (au Ewart Hall de l'université américaine du Caire dans les années 1930 et 1940, au lycée français pendant les années de guerre, puis principalement au théâtre de l’Azbakeyya dans les années 1950 et au cinéma Qaṣr al-Nīl dans les années 1960, jusqu’au dernier concert de janvier 1973). Leur fréquence est en réalité incertaine avant la saison 1954, Oum Kalthoum revenant d’une « année blanche », 1953, passée en traitement médicaux aux États-Unis. À partir de son retour, se met en place le rite des concerts du premier jeudi du mois pendant la « saison » d’Oum Kalthoum, entre décembre et juin. Les autres mois de l’année, elle donne des concerts à l’étranger (souvent Liban et Syrie dans les années 1950, mais aussi Koweït), des concerts exceptionnels en Égypte, en province, et elle prépare les titres de la saison suivante. Ce rythme de sept concerts par an, avec trois chansons longues (waṣla-s) par concert, se maintient jusqu’en 1967, où vieillissante et psychologiquement affectée par la défaite égyptienne face à Israël en juin 1967, lors de la guerre des Six Jours, elle passe à deux chansons par soirée (à l’exception des concerts de l’Olympia à Paris, deux fois trois chansons).
À partir des années 1950, le premier jeudi du mois devient d’un bout à l’autre le soir d’Oum Kalthoum à travers tout le monde arabe, la vie s’arrêtant entre 22h et le milieu de la nuit pour écouter la diva — le régime nassérien bénéficiera considérablement de ce soft power artistique.
La vie d’une chanson, selon son succès, varie entre une saison et dix voire vingt ans, deux ou trois nouveaux titres étant proposés chaque année et faisant l’objet (pour les chansons sentimentales) d’un soin extrême.
La saison 1964 où est présentée Enta ‘Omrī, première collaboration entre Oum Kalthoum et son rival le chanteur Muḥammad ‘Abd al-Wahhāb, sera qualifiée de « rencontre des nuées » (liqā’ al-saḥāb) et sera un objet de conversation du Golfe à l’Océan.

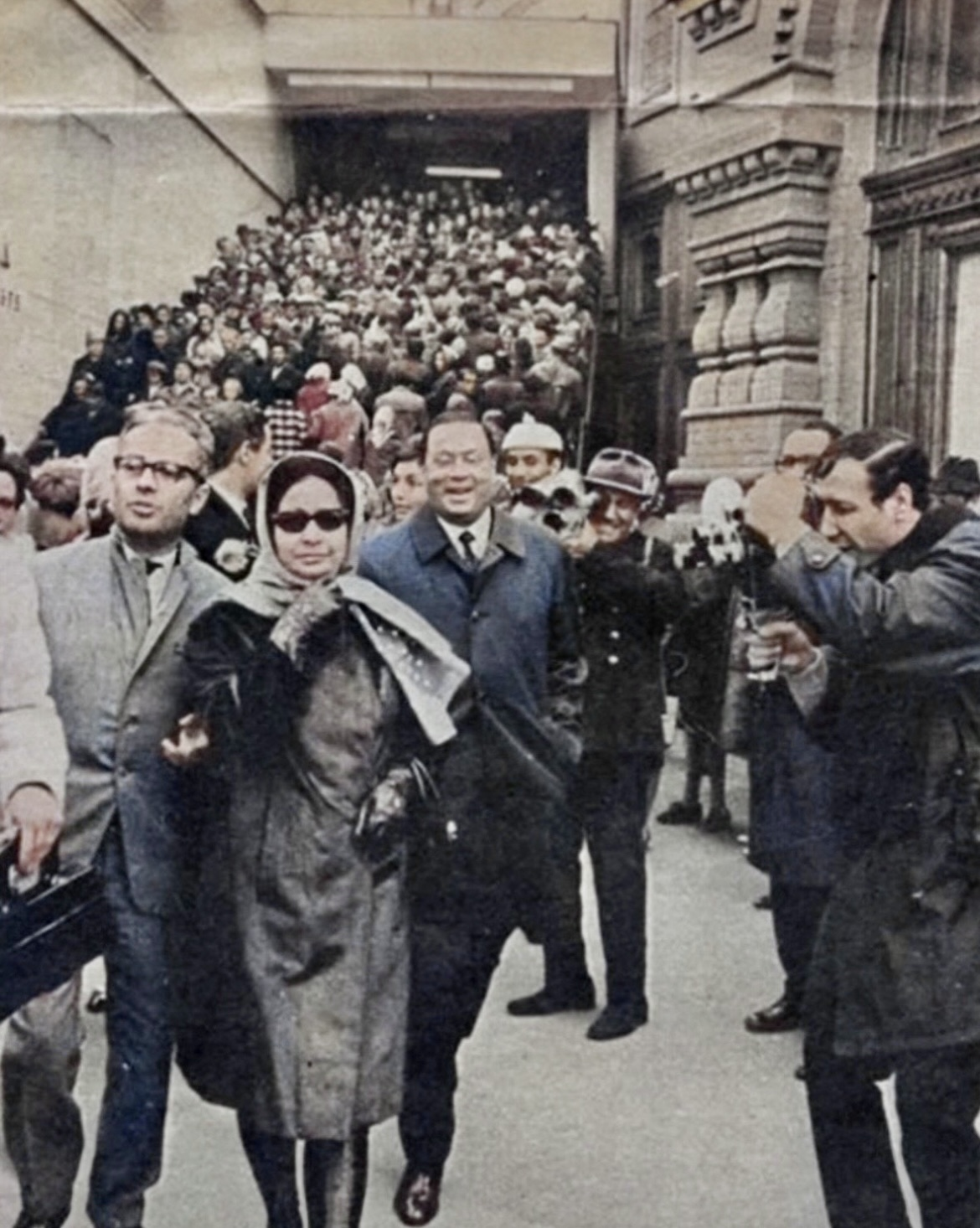
Umm Kulthum à Paris, 1967

Après 1967, Oum Kalthoum se lance dans une série de concerts dits de l’Effort de Guerre (ḥafalāt al-majhūd al-ḥarbī) afin de récolter des fonds pour l’État défait : elle se produit alors entre 1967 et 1971 à Paris, Tunis, Rabat, Benghazi, Khartoum, Beyrouth, Baalbak, Abu Dhabi, tout en évitant tout chant patriotique ou à contenu politique, en se focalisant exclusivement sur le répertoire sentimental.
La chanson kulthūmienne longue est généralement sentimentale, exceptionnellement religieuse ou patriotique, et dure entre une quarantaine de minutes et une heure et demie, selon son inspiration, son désir d’improvisation, et les exigences du public. La langue est soit un registre dialectal relevé, soit l’arabe littéral (particulièrement pour les chants religieux). Il n’existe pas de modèle unique, mais le plus courant est une pièce de type :
- couplet 1, refrain ;
- couplet 2, refrain ;
- couplet 3, refrain ;
- couplet 4, refrain.

Chaque couplet est composé sur une mélodie différente, voire une échelle modale différente ; le refrain est le lien d’unité entre les quatre éléments. Le public encourage souvent la chanteuse à répéter intégralement un couplet une fois le refrain achevé. C’est le plus souvent lors de la répétition qu’une improvisation est proposée. Les plages musicales entre les couplets s’allongent au cours les années 1960, alors que sa voix se fait plus grave. Paradoxalement, les chansons de concert post-1967 sont souvent plus longues que celles des années 1950, atteignant parfois les deux heures, usant la chanteuse plus que les trois chansons de 50 minutes dans les années 1940 et 1950.
Ce sont ces concerts publics, et surtout ceux des années 1940-1965, qui permettent le plus sûrement de mesurer son intelligence interprétative et la parfaite connivence entre compositeur / interprète - créatif / orchestre, qui sait lors des moments d’improvisation revenir à un fonctionnement hétérophonique, voire à une formation de takht (ensemble de musique savante, distinct de la musique arabo-andalouse), le premier violon, le qānūniste, et l'oudiste assurant la traduction instrumentale des phrases mélodiques instantanément créés par la chanteuse.
Alors que jusqu’aux années 2000, seule une version de chaque chanson était couramment diffusée et commercialisée, la dématérialisation de la musique due à l’internet et la rediffusion des concerts complets par la station de radio FM égyptienne Idhā‘at al-Aghāni a permis de mettre à la disposition du public des dizaines de concerts de très grande qualité autrefois jalousement gardés par les collectionneurs, disponibles sur les réseaux sociaux, et qui permettent de mesurer l’ampleur de la créativité d’Oum Kalthoum.

## Influence et héritage

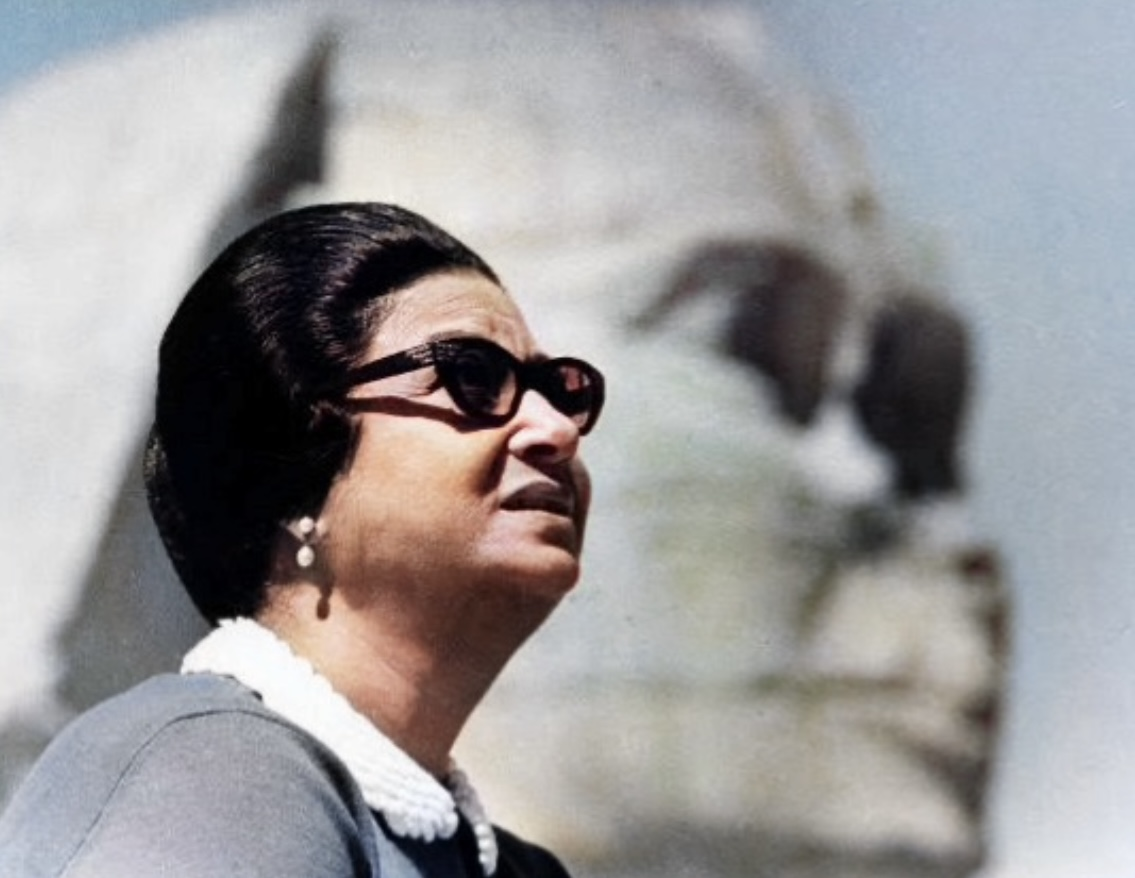
Oum Kalthoum en 1967.

Charles de Gaulle l'appelait « La Dame » et Maria Callas « La Voix Incomparable ». En Égypte et au Moyen-Orient, Oum Kalthoum est considérée comme la plus grande chanteuse et musicienne. Elle était surnommée « l'Astre de l'Orient », « la Mère des peuples », « la Quatrième pyramide », « la Voix des transistors », ou tout simplement « El Sett » (la Dame). Aujourd'hui encore, elle jouit d'un statut presque mythique parmi les jeunes Égyptiens.
L'écrivain Naguib Mahfouz affirme : « Les Arabes ne s'entendent en rien, sauf à aimer Oum Kalsoum ».
En 2001, le gouvernement égyptien a inauguré le musée Kawkab al-Sharq (« L'Astre de l'Orient ») en mémoire de la chanteuse. Le musée abrite une série d'effets personnels d'Oum Kalthoum, dont ses célèbres lunettes de soleil et écharpes, mais également des photos, des enregistrements et d'autres objets d'archives.
En 2021, elle est l'une des personnalités présentées dans l'exposition « Divas. D'Oum Kalthoum à Dalida » à l'Institut du monde arabe (Paris).

### Hommages

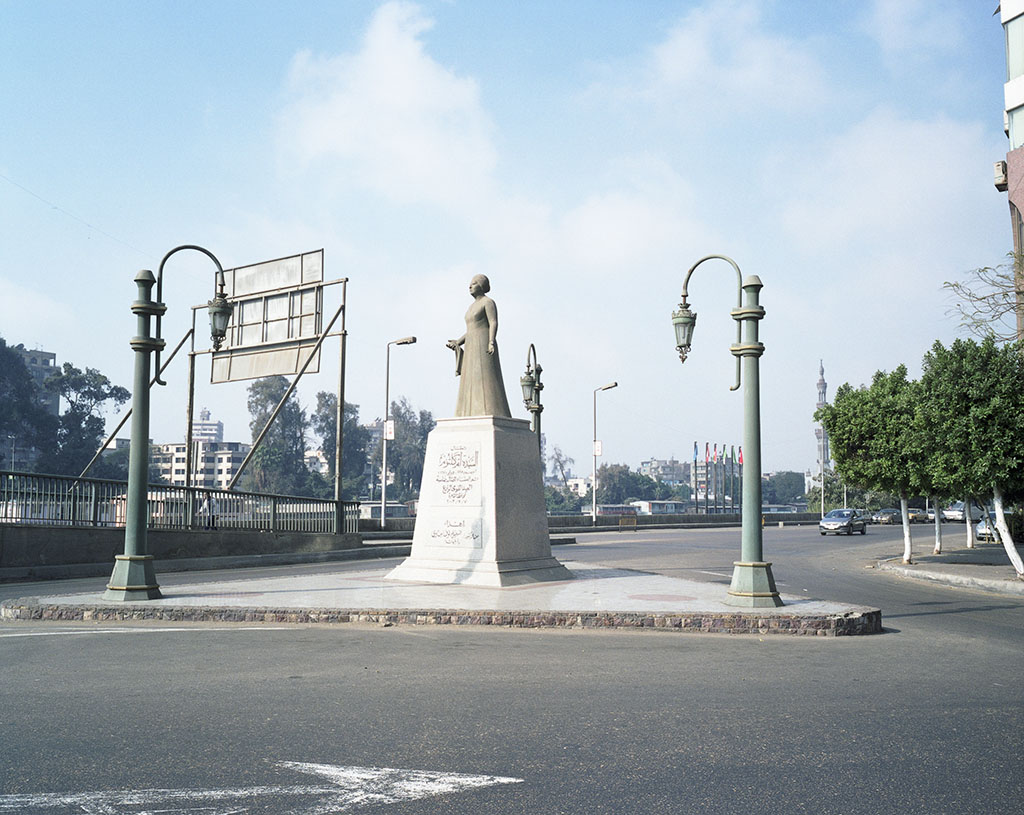
Statue d'Oum Kalthoum au quartier de Zamalek, Caire.

- En Egypte, elle a eu son timbre, sa médaille, sa statue, un café et une station de radio à son nom[5].
- En Israël, une rue est renommée en son honneur à Jérusalem, puis à Ramla[25]. Une polémique surgit lorsqu'une rue doit être rebaptisée en son honneur à Haifa, en 2020 : le journaliste Eldad Beck dans le quotidien Israel Hayom, Ariel Kalner, un député du Likoud, ainsi que Yaïr Netanyahu expriment leur désaccord. Un journal local de la ville de Haïfa évoque à cette occasion deux titres patriotiques d'Oum Kalthoum : Rag‘īn be-qowwet es-selāḥ (راجعين بقوة السلاح / Nous reviendrons par la force des armes) en 1967, ainsi que Asbah Andi el'ana boundouqiya ( أصبح عندي الآن بندقية / Maintenant j'ai un fusil), poème de Nizar Qabbani qu'elle a interprété en 1969, où un « je » de licence poétique, renvoyant à un garçon de vingt ans « à la recherche de son enfance », est fier de porter « un fusil » pour retrouver « son pays entouré de barbelés » : « Emmenez-moi avec vous en Palestine », terre « triste comme le visage de Marie-Madeleine... » [26].
- Le groupe Rita Mitsouko lui consacre sa chanson Oum Khalsoum sur son premier album, en 1984.
- Depuis 2015, un cratère de la planète Mercure est nommé Kulthum en son honneur[27].
- Le trompettiste Ibrahim Maalouf lui consacre un album intitulé Kalthoum, paru en 2015.
- La cinéaste iranienne (vivant à New York) Shirin Neshat lui consacre un film, Looking for Oum Kulthum, sorti en 2017.

## Chansons enregistrées en concert
Cette liste ne mentionne que les chansons dont il subsiste au moins un enregistrement en concert. Elle est établie à partir des sources suivantes : Salīm Saḥḥāb, Muwṣū‘at Umm Kulthūm (voir bibliographie) ; forum Samā‘ī ; liste de ‘Ᾱṭif al-Muwallid, disponible sur divers forums (liste extrêmement erronée pour les concerts d’avant 1954 et pour les concerts à l’étranger).
Le nombre de versions conservées correspond à l’état des connaissances au moment de la rédaction (mai 2018) et peut être amené à être modifié. Quantité de concerts, notamment en dehors des premiers jeudis du mois et en province ou à l’étranger n’ont pas été enregistrés ou leurs enregistrements sont perdus. Le nombre de versions conservées est cependant, à partir des années 1950, un indicateur sûr du succès de la chanson. Les créations de la dernière décennie de carrière d’Oum Kalthoum ont une moindre longévité que précédemment et ne sont en général interprétées que sur deux saisons.
| Titre                                          | en arabe                         | Traduction                                        | Auteur                                       | Compositeur                            | Maqām    | Type / Thème                                  | Premier concert ou seul conservé | Dernier concert                          | Nombre de versions conservées en concert |
| Salū ku’ūs al-ṭilā                             | سلوا كؤوي الطلا                  | Interrogez les coupes de vin                      | Aḥmad Shawqī                                 | Riyāḍ al-Sunbāṭī                       | sīkāh    | qaṣīda/sentimental                            | 1937 Ewart?                      | 19-06-1954 Bank Miṣr                     | 3                                        |
| Efraḥ ya qalbī                                 | افرح يا قلبي                     | Réjouis-toi ô mon cœur                            | Aḥmad Rāmī                                   | Riyāḍ al-Sunbāṭī                       | nahāwand | ṭaqṭūqa, film Nashīd al-Amal 1936/sentimental | 1937, lieu inconnu               | ?                                        | 1                                        |
| Fāker lammā kont-e ganbī                       | فاكر لما كنت جنبي                | Te souviens-tu quand tu étais à mes côtés ?       | Aḥmad Rāmī                                   | Riyāḍ al-Sunbāṭī                       | bayyātī  | monologue/sentimental                         | 1937                             | 1938?                                    | 2                                        |
| Kayfa marrat ‘alā hawāki l-qulūb               | كيف مرت على هواك القلوب          | Combien de cœurs pour toi se sont passionnés      | Aḥmad Shawqī                                 | Riyāḍ al-Sunbāṭī                       | bayyātī  | qaṣīda/sentimentale                           | 1938 Azbakiyya?                  | ?                                        | 1                                        |
| Ata‘aggalu l-‘umra btighā’a liqā’ihā           | أتعجل العمر                      | Je presse le temps tant j’aspire à la revoir      | Aḥmad Shawqī                                 | Riyāḍ al-Sunbāṭī                       | bayyātī  | qaṣīda/sentimental                            | 1938 Ewart?                      | ?                                        | 1                                        |
| Maqādīru min gafnayk ḥawwalna ḥāliya           | مقادير من جفنيك حولن حالي        | Si peu de tes paupières m’ont transformé          | Aḥmad Shawqī                                 | Riyāḍ al-Sunbāṭī                       | rāst     | qaṣīda/sentimental                            | 1938 Azbakiyya?                  | ?                                        | 1                                        |
| Yā qalbī bokra s-safar                         | يا قلبي بكرة السفر               | Ôm mon cœur, demain est jour du départ            | Aḥmad Rāmī                                   | Muḥammad al-Qaṣabgī                    | rāst     | monologue/sentimental                         | 1938 Ewart?                      | ?                                        | 1                                        |
| Idhkurīnī                                      | اذكريني                          | Souviens-toi de moi                               | Aḥmad Rāmī                                   | Riyāḍ al-Sunbāṭī                       | nakrīz   | qaṣīda/sentimental                            | 1939 Ewart?                      | 1949 Azbakiyya                           | 1                                        |
| Yā ṭūl ‘azābī                                  | يا طول عذابي                     | Je souffre depuis longtemps                       | Aḥmad Rāmī                                   | Riyāḍ al-Sunbāṭī                       | nahāwand | monologue/sentimental                         | début années 1940                | enregistrement studio 1955               | 1                                        |
| Yā lēlet el-‘īd                                | يا ليلة العيد                    | Soir de fête                                      | Aḥmad Rāmī                                   | Riyāḍ al-Sunbāṭī                       | bayyātī  | ṭaqṭūqa film Danānīr 1939/religieux           | 22-09-1944 Nādī Ahlī             | ?                                        | 1                                        |
| Hallet layālī l-qamar                          | هلت ليالي القمر                  | Les nuits de pleine lune sont venues              | Aḥmad Rāmī                                   | Riyāḍ al-Sunbāṭī                       | rāst     | monologue/sentimental                         | milieu années 1940, disque 1946  | ?                                        | 1                                        |
| El-amal                                        | الأمل                            | L’espoir                                          | Bayram al-Tūnisī                             | Zakariyyā Aḥmad                        | rāst     | ughniya/sentimental                           | milieu années 1940 (1946?)       | 05-01-1956 Azbakiyya                     | 4                                        |
| Raqq el-ḥabīb                                  | رق الحبيب                        | L’aimé a fait preuve de tendresse                 | Aḥmad Rāmi                                   | Muḥammad al-Qaṣabgī                    | kurd     | monologue/sentimental                         | milieu années 1940               | 03/05/56                                 | 5                                        |
| Ghannā r-rabī‘                                 | غنى الربيع                       | Le printemps a chanté                             | Aḥmad Rāmī                                   | Riyāḍ al-Sunbāṭī                       | nahāwand | ughniya/sentimental                           | 1943?                            | enregistrement studio 1955               | 1                                        |
| Ḥabībī yes‘ed awqāto                           | حبيبي يسعد أوقاته                | Mon aimé rend heureux les moments passés avec lui | Bayram al-Tūnisī                             | Zakariyyā Aḥmad                        | bayyāti  | ughniya/sentimental                           | milieu années 1940               | 1948?                                    | 3                                        |
| El-ahāt                                        | الآهات                           | Les soupirs                                       | Bayram al-Tūnisī                             | Zakariyyā Aḥmad                        | sīkāh    | ughniya/sentimental                           | milieu années 1940 (1943?)       | 03-02-1955 Azbakiyya                     | 3? (2?)                                  |
| Anā fī entiẓārak                               | أنا في انتظارك                   | Je t’attends                                      | Bayram al-Tūnisī                             | Zakariyyā Aḥmad                        | ḥijāzkār | ughniya/sentimental                           | milieu années 1940 (1943?)       | 02-05-1957 Azbakiyya                     | 3 + extraits                             |
| Ahl el-hawā                                    | أهل الهوى                        | Les amoureux                                      | Bayram al-Tūnisī                             | Zakariyyā Aḥmad                        | nahāwand | ughniya/sentimental                           | milieu années 1940 (1944?)       | 22-02-1959 Azbakiyya                     | 10                                       |
| El awwela fel gharām                           | الأولة في الغرام                 | La première phase de l’amour                      | Bayram al-Tūnisī                             | Zakariyyā Aḥmad                        | rāst     | monologue/sentimental                         | 1944? 1945?                      | vers 1950-1951                           | 3                                        |
| ‘Ēnī ya ‘ēnī                                   | عيني يا عيني                     | Ô mon œil                                         | Bayram al-Tūnisī                             | Zakariyyā Aḥmad                        | bayyāti  | ṭaqṭūqa film Sallāma 1945/sentimental         | vers 1945-1946                   | ?                                        | 1                                        |
| Ghannī-lī shwayy                               | غنيلي شوي                        | Chante un peu pour moi                            | Bayram al-Tūnisī                             | Zakariyyā Aḥmad                        | rāst     | ṭaqṭūqa film Sallāma 1945/sentimental         | vers 1945-1946                   | 04-12-1952 Azbakiyya                     | 2                                        |
| Al-Sūdān                                       | السودان                          | Le Soudan                                         | Aḥmad Shawqī                                 | Riyāḍ al-Sunbāṭī                       | bayyātī  | qaṣīda/patriotique                            | studio 1946                      | 23-07-1954 Club des Officiers            | 2                                        |
| Salū qalbī                                     | سلوا قلبي                        | Interrogez mon cœur                               | Aḥmad Shawqī                                 | Riyāḍ al-Sunbāṭī                       | rāst     | qaṣīda/religieux                              | 1945-1946                        | 01-06-1967 Qaṣr al-Nīl                   | 4                                        |
| Gholobt aṣāleḥ fe rūḥī                         | غلبت أصالح في روحي               | Je renonce à la réconciliation                    | Aḥmad Rāmī                                   | Riyāḍ al-Sunbāṭī                       | nahāwand | ughniya/sentimental                           | 1946?                            | 09-12-1954 Club Heliolido                | 3                                        |
| Ẓalamūnī n-nās                                 | ظلموني الناس                     | On m’a injustement traité                         | Bayram al-Tūnisī                             | Zakariyyā Aḥmad                        | bayyātī  | ṭaqṭūqa film Fāṭma 1947/sentimental           | 01-01-1953 Azbakiyya             |                                          | 1                                        |
| Ḥelm                                           | حلم                              | Rêve                                              | Bayram al-Tūnisī                             | Zakariyyā Aḥmad                        | rāst     | monologue/sentimental                         | 1947?                            |                                          | 1                                        |
| Nahg al-Burda                                  | نهج البردة                       | A la manière de la Burda                          | Aḥmad Shawqī                                 | Riyāḍ al-Sunbāṭī                       | sīkāh    | qaṣīda/religieux                              | 1949?                            | 15-09-1955 Damas                         | 4                                        |
| Sahrān le-waḥdī                                | سهران لوحدي                      | Je veille seul                                    | Aḥmad Rāmī                                   | Riyāḍ al-Sunbāṭī                       | sīkāh    | ughniya/sentimental                           | 1949-1950                        | 01-02-1962 Azbakiyya                     | 11                                       |
| Wulida l-hudā                                  | ولد الهدى                        | La juste voie est née                             | Aḥmad Shawqī                                 | Riyāḍ al-Sunbāṭī                       | rāst     | qaṣīda/religieux                              | nov-49                           | 08-09-1955 Damas                         | 5                                        |
| Miṣr tataḥaddathu ‘an nafsihā                  | مصر تتحدث عن نفسها               | L’Égypte s’adresse à elle-même                    | Ḥāfiẓ Ibrāhīm                                | Riyāḍ al-Sunbāṭī                       | rāst     | qaṣīda/patriotique                            | 06-12-1951 Cinema Radio          | 30-10-1952 Cinema Rivoli                 | 2                                        |
| Yallī kān yeshgīk anīnī                        | ياللي كان يشجيك أنيني            | Toi que ma plainte comblait d’aise                | Aḥmad Rāmī                                   | Riyāḍ al-Sunbāṭī                       | rāst     | ughniya/sentimental                           | saison 1950-1951?                | 02-04-1959 Azbakiyya                     | 8                                        |
| Rubā‘iyyāt al-Khayyām                          | رباعيات الخيام                   | Quatrains d’Omar Khayyam                          | ‘Umar al-Khayyām, trad. et adapt. Aḥmad Rāmī | Riyāḍ al-Sunbāṭī                       | rāst     | qaṣīda/philosophico-religieux                 | 1950?                            | 12-03-1968 Rabat                         | 23                                       |
| Gaddedt-e ḥobbak lēh                           | جددت حبك ليه                     | Pourquoi as-tu renouvelé ton amour ?              | Aḥmad Rāmī                                   | Riyāḍ al-Sunbāṭī                       | rāst     | ughniya/sentimental                           | 03-01-1952 Azbakiyya             | 01/01/59 Azbakiyya                       | 14                                       |
| Ilā ‘Arafāti -llāh                             | إلى عرفات الله                   | Au mont Arafat                                    | Aḥmad Shawqī                                 | Riyāḍ al-Sunbāṭī                       | sīkāh    | qaṣīda/religieux                              | 06-12-1951 Cinema Radio          | 04-07-1957 Qaṣr al-Nīl                   | 3                                        |
| Miṣr al-latī fī khāṭirī = Ṣawt al-waṭan        | مصر التي في خاطري = صوت الوطن    | L’Égypte qui est en mes pensées                   | Aḥmad Rāmī                                   | Riyāḍ al-Sunbāṭī                       | nakrīz   | hymne/patriotique                             | 30-10-1952 Cinema Rivoli         | 23-07-1954 Club des officiers            | 3                                        |
| Yā ẓālemnī                                     | يا ظالمني                        | Tu es injuste envers moi                          | Aḥmad Rāmī                                   | Riyāḍ al-Sunbāṭī                       | kurd     | ughniya/sentimental                           | saison 1951-1952?                | 05-02-1959 Azbakiyya                     | 28                                       |
| Nashīd al-Galā’                                | نشيد الجلاء                      | Hymne de l’évacuation                             | Aḥmad Rāmī                                   | Muḥammad al-Mawgī                      | nahāwand | hymne/patriotique (studio 12-04-1954)         | 18-06-1956 Club des officiers    |                                          | 1                                        |
| Yā Gamāl yā mithāl el-waṭaniyya                | يا جمال يا مثال الوطنية          | Gamal, modèle de patriotisme                      | Bayram al-Tūnisī                             | Riyāḍ al-Sunbāṭī                       | sīkāh    | hymne/patriotique                             | 30-10-1954 Club des Officiers    | 23-07-1957 Club des officiers Héliopolis | 5                                        |
| Dhikrayāt                                      | ذكريات                           | Souvenirs                                         | Aḥmad Rāmī                                   | Riyāḍ al-Sunbāṭī                       | rāst     | ughniya-qaṣīda/sentimental                    | 03-02-1955 Azbakiyya             | 06-04-1961 Azbakiyya                     | 19                                       |
| Shams el-Aṣīl                                  | شمس الأصيل                       | Le soleil couchant                                | Bayram al-Tūnisī                             | Riyāḍ al-Sunbāṭī                       | hijāzkār | ughniya/sentimental                           | 05-05-1955 Azbakiyya             | 10/08/58 Damas                           | 14                                       |
| Farḥet el-wādī = Yā salām ‘alā ‘īdnā           | فرحة الوادي = يا سلام على عيدنا  | La joie de la vallée                              | Bayram al-Tūnisī                             | Riyāḍ al-Sunbāṭī                       | rāst     | hymne/patriotique                             | 23-07-1955 Club des officiers    |                                          | 1                                        |
| Dalīli eḥtār                                   | دليلي احتار                      | Mon esprit est troublé                            | Aḥmad Rāmī                                   | Riyāḍ al-Sunbāṭī                       | kurd     | ughniya/sentimental                           | 01-12-1955 Azbakiyya             | 07-03-1963 Azbakiyya                     | 25                                       |
| Aghāru min nismat al-ganūb                     | أغار من نسمة الجنوب              | Je jalouse la brise du sud                        | Aḥmad Rāmī                                   | Riyāḍ al-Sunbāṭī                       | rāst     | ughniya-qaṣīda/sentimental                    | 17-01-1957 Cinema Rivoli         | 04-04-1957 Azbakiyya                     | 2                                        |
| Yā shabāb es-sawra                             | اذكروه خلدوه = يا شباب الثورة    | Ô jeunesse de la révolution                       | Ṣāliḥ Gawdat                                 | Riyāḍ al-Sunbāṭī                       | ḥijāzkār | qaṣīda/patriotique (souvenir de Ṭal‘at Ḥarb)  | 20-02-1957 Université du Caire   |                                          | 1                                        |
| Maḥlāk ya maṣrī                                | محلاك يا مصري                    | Comme tu es beau, Ô Égyptien                      | Ṣalāḥ Jāhīn                                  | Muḥammad al-Mawgī                      | sīkāh    | hymne/patriotique                             | 14-09-1957 Ismaelia              |                                          | 1                                        |
| ‘Awwedt-e ‘ēnī ‘alā ru’yāk                     | عودت عيني على رؤياك              | J’ai habitué mes yeux à te voir                   | Aḥmad Rāmī                                   | Riyāḍ al-Sunbāṭī                       | kurd     | ughniya/sentimental                           | 05-12-1957 Azbakiyya             | 05-01-1961 Azbakiyya                     | 16                                       |
| Nashīd al-ṭayarān                              | نشيد الطيران                     | Hymne de l’aviation                               | Ṭāhir Abū Fāshā                              | Riyāḍ al-Sunbāṭī                       | ‘ajam    | hymne/patriotique                             | 19-12-1957 Cinema Rivoli         |                                          | 1                                        |
| Qiṣṣat al-ams                                  | قصة الأمس                        | Histoire d’hier                                   | Aḥmad Rāmī                                   | Riyāḍ al-Sunbāṭī                       | kurd     | ughniya-qaṣīda/sentimental                    | 06-02-1958 Azbakiyya             | 04-05-1961 Azbakiyya                     | 4                                        |
| Ba‘d eṣ-ṣabr-e mā ṭāl                          | بعد الصبر ما طال                 | Après avoir patienté                              | Bayram al-Tūnisī                             | Riyāḍ al-Sunbāṭī                       | rāst     | hymne/patriotique (fondation RAU)             | 06-03-1958 Azbakiyya             |                                          | 1                                        |
| Thawrat al-shakk                               | ثورة الشك                        | Affres du doute                                   | ‘Abdallāh al-Fayṣal                          | Riyāḍ al-Sunbāṭī                       | kurd     | ughniya-qaṣīda/sentimental                    | 04-12-1958 Azbakiyya             |                                          | 1                                        |
| Arūḥ le-mīn                                    | أروح لمين                        | A qui me vouer ?                                  | Aḥmad Rāmī                                   | Riyāḍ al-Sunbāṭī                       | rāst     | ughniya/sentimental                           | 04-12-1958 Azbakiyya             | 03-02-1966 Azbakiyya                     | 18                                       |
| Hagartak                                       | هجرتك                            | Je t’ai quitté                                    | Aḥmad Rāmī                                   | Riyāḍ al-Sunbāṭī                       | kurd     | ughniya/sentimental                           | 05-12-1959 Azbakiyya             | 06-02-1965 Azbakiyya                     | 20                                       |
| Nashīd al-Gaysh                                | نشيد الجيش                       | Hymne de l’armée                                  | Ṭāhir Abū Fāshā                              | Riyāḍ al-Sunbāṭī                       | ‘ajam    | hymne/patriotique                             | 20-10-1959 Université du Caire   |                                          | 1                                        |
| El-ḥobb-e keda                                 | الحب كده                         | L’amour est ainsi                                 | Bayram al-Tūnisī                             | Riyāḍ al-Sunbāṭī                       | bayyātī  | ughniya/sentimental                           | 05-11-1959 Qaṣr al-Nīl           | 1962 date précise inconnue               | 7                                        |
| Qiṣṣat al-sadd                                 | قصة السد                         | L’histoire du Barrage                             | ‘Azīz Abāẓa                                  | Riyāḍ al-Sunbāṭī                       | rāst     | qaṣīda/patriotique                            | 26-11-1959 Université du Caire   |                                          | 1                                        |
| Lessa fāker                                    | لسه فاكر                         | Tu te souviens encore ?                           | ‘Abd al-Fattāḥ Muṣṭafā                       | Riyāḍ al-Sunbāṭī                       | jahārkāh | ughniya/sentimental                           | 07-01-1960 Cinema Opera          | 06-01-1966 Qaṣr al-Nīl                   | 12                                       |
| Ḥobb-e ēh                                      | حب إيه                           | Que connais-tu à l’amour ?                        | ‘Abd al-Wahhāb Muḥammad                      | Balīgh Ḥamdī                           | bayyātī  | ughniya/sentimental                           | 01-12-1960 Cinema Opera          | 08-09-1963 Aley (Liban)                  | 9                                        |
| Howwa ṣaḥīh el-hawā ghallāb                    | هو صحيح الهوى غلاب               | Est-il vrai que l’amour rend malheureux ?         | Bayram al-Tūnisī                             | Zakariyyā Ahmad                        | ṣabā     | ughniya/sentimental                           | 01-12-1960 Cinema Opera          | 04-04-1968 Rabat                         | 19                                       |
| Ḥayyart-e qalbī ma‘āk                          | حيرت قلبي معاك                   | Tu as troublé mon cœur                            | Aḥmad Rāmī                                   | Riyāḍ al-Sunbāṭī                       | kurd     | ughniya/sentimental                           | 07-12-1961 Qaṣr al-Nīl           | 03-03-1966 Qaṣr al-Nīl                   | 13                                       |
| Ansāk da kalām = Mosh momken abadan            | أنساك ده كلام = مش ممكن أبدا     | T’oublier ? Impossible                            | Ma’mūn al-Shinnāwī                           | Balīgh Ḥamdī (refrain Zakariyyā Aḥmad) | rāst     | ughniya/sentimental                           | 07-12-1961 Qaṣr al-Nīl           | 05-09-1963 Aley (Liban)                  | 9                                        |
| Lēlī we-nahārī = Lā yā ḥabībī                  | ليلي ونهاري = لا يا حبيبي        | Tout le jour et toute la nuit                     | ‘Abd al-Fattāḥ Muṣṭafā                       | Riyāḍ al-Sunbāṭī                       | nahāwand | ughniya/sentimental                           | 01-03-1962 Azbakiyya             | 04-04-1964 Qaṣr al-Nīl                   | 8                                        |
| Bel maḥabba bel-ukhuwwa = al-za‘īm wa-l-thawra | بالمحبة بالأخوة = الزعيم والثورة | Le leader et la révolution                        | ‘Abd al-Fattāḥ Muṣṭafā                       | Riyāḍ al-Sunbāṭī                       | nahāwand | hymne/patriotique                             | 23-07-1962 Club des officiers    |                                          | 1                                        |
| ḥasībak lez-zaman                              | ح اسيبك للزمن                    | Je te laisse au temps                             | ‘Abd al-Wahhāb Muḥammad                      | Riyāḍ al-Sunbāṭī                       | sīkāh    | ughniya/sentimental                           | 06-12-1962 Qaṣr al-Nīl           | 04-06-1964 Qaṣr al-Nīl                   | 11                                       |
| Ẓalamnā l-ḥobb                                 | ظلمنا الحب                       | Nous avons été injustes envers l’amour            | ‘Abd al-Wahhāb Muḥammad                      | Balīgh Ḥamdī                           | bayyātī  | ughniya/sentimental                           | 06-12-1962 Qaṣr al-Nīl           | 06-06-1963 Qaṣr al-Nīl                   | 5                                        |
| Ṭūf we-shūf                                    | طوف وشوف                         | Fais un tour et vois !                            | ‘Abd al-Fattāḥ Muṣṭafā                       | Riyāḍ al-Sunbāṭī                       | rāst     | ughniya/patriotique                           | 23-07-1963 Club des officiers    |                                          | 1                                        |
| Aqul-lak ēh                                    | أقوللك إيه                       | Que te dire ?                                     | ‘Abd al-Fattāḥ Muṣṭafā                       | Riyāḍ al-Sunbāṭī                       | bayyātī  | ughniya/sentimental                           | 05-12-1963 Qaṣr al-Nīl           | 25-01-1964 Club de la Police             | 3                                        |
| Koll-e-lēla = Betfakkar fe mīn                 | كل ليلة وكل يوم = بتفكر في مين   | A qui penses-tu ?                                 | Ma’mūn al-Shinnāwī                           | Balīgh Ḥamdī                           | rāst     | ughniya/sentimental                           | 05-12-1963 Qaṣr al-Nīl           | 03-03-1966 Qaṣr al-Nīl                   | 8                                        |
| Leṣ-ṣabr-e ḥdūd                                | للصبر حدود                       | La patience a ses limites                         | ‘Abd al-Wahhāb Muḥammad                      | Muḥammad al-Mawgi                      | sīkāh    | ughniya/sentimental                           | 02-01-1964 Azbakiyya             | 05-01-1967 Qaṣr al-Nīl                   | 10                                       |
| Enta ‘omrī                                     | إنت عمري                         | Tu es ma vie                                      | Aḥmad Shafīq Kāmil                           | Muḥammad ‘Abd al-Wahhāb                | kurd     | ughniya/sentimental                           | 06-02-1964 Azbakiyya             | 03-06-1968 Tunis                         | 15                                       |
| ‘Alā bābi Miṣr                                 | على باب مصر                      | Aux portes de l’Égypte                            | Kāmil al-Shinnāwī                            | Muḥammad ‘Abd al-Wahhāb                | kurd     | qaṣīda/patriotique                            | 23-07-1964 Club des Officiers    |                                          | 1                                        |
| Sīret el-ḥobb                                  | سيرة الحب                        | Quand on parle d’amour                            | Mursī Gamīl ‘Azīz                            | Balīgh Ḥamdī                           | sīkāh    | ughniya/sentimental                           | 03-12-1964 Qaṣr al-Nīl           | 17-07-1966 Festival Baalbek              | 9                                        |
| Arāka ‘aṣiyya l-dam‘                           | أراك عصي الدمع                   | Je te vois rétif aux larmes                       | Abū Firās al-Ḥamdāni                         | Riyāḍ al-Sunbāṭī                       | kurd     | qaṣīda/sentimental                            | 03-12-1964 Qaṣr al-Nīl           | 03/06/65 Qaṣr al-Nīl                     | 5                                        |
| Enta l-ḥobb                                    | إنت الحب                         | Tu es l’amour                                     | Aḥmad Rāmī                                   | Muḥammad ‘Abd al-Wahhāb                | nahāwand | ughniya/sentimental                           | 04-03-1965 Azbakiyya             | 23-07-1965 Club des officiers            | 6                                        |
| Ya salām ‘alā l-umma                           | يا سلام على الأمة                | Quelle nation !                                   | ‘Abd al-Fattāḥ Muṣṭafā                       | Muḥammad al-Mawgī                      | kurd     | hymne/patriotique                             | 25-03-1965 Université du Caire   |                                          | 1                                        |
| Yā ḥobbenā l-kebīr                             | يا حبنا الكبير                   | Notre grand amour                                 | ‘Abd al-Fattāḥ Muṣṭafā                       | Riyāḍ al-Sunbāṭī                       | ‘ajam    | hymne/patriotique                             | 23-07-1965 Club des officiers    |                                          | 1                                        |
| Be‘īd ‘annak                                   | بعيد عنك                         | Loin de toi                                       | Ma’mūn al-Shinnāwī                           | Balīgh Ḥamdī                           | bayyātī  | ughniya/sentimental                           | 23-07-1965 Club des officiers    | 02-04-1970 Qaṣr al-Nīl                   | 15                                       |
| Amal ḥayātī                                    | أمل حياتي                        | L’espoir de ma vie                                | Aḥmad Shafīq Kāmil                           | Muḥammad ‘Abd al-Wahhāb                | kurd     | ughniya/sentimental                           | 02-12-1965 Azbakiyya             | 19-03-1969 Benghazi                      | 12                                       |
| Al-aṭlāl                                       | الأطلال                          | Les ruines                                        | Ibrāhim Nāgī                                 | Riyāḍ al-Sunbāṭī                       | sīkāh    | qaṣīda/sentimental                            | 07-04-1966 Qaṣr al-Nīl           | 19-06-1969 Théâtre du Sphynx Giza        | 21                                       |
| Fakkarūnī                                      | فكروني                           | Ils m’ont rappelé                                 | ‘Abd al-Wahhāb Muḥammad                      | Muḥammad ‘Abd al-Wahhāb                | rāst     | ughniya/sentimental                           | 01-12-1966 Qaṣr al-Nīl           | 12-07-1968 Festival Baalbek              | 10                                       |
| Fāt el-ma‘ād                                   | فات المعاد                       | C’est trop tard                                   | Mursī Gamīl ‘Azīz                            | Balīgh Ḥamdī                           | sīkāh    | ughniya/sentimental                           | 02-02-1967 Qaṣr al-Nīl           | 30-12-1968 Khartoum                      | 9                                        |
| Ḥadīth al-rūḥ                                  | حديث الروح                       | Discours de l’âme                                 | Muḥammad Iqbāl                               | Riyāḍ al-Sunbāṭī                       | sīkāh    | qaṣīḍa/religieux                              | 04-05-1967 Qaṣr al-Nīl           | 01-06-1967 Qaṣr al-Nīl                   | 2                                        |
| Rag‘īn be-qowwet es-selāḥ = Allāh ma‘ak        | راجعين بقوة السلاح = الله معك    | Nous reviendrons par la force des armes           | Ṣalāḥ Jāhīn                                  | Riyāḍ al-Sunbāṭī                       | ‘ajam    | hymne/patriotique                             | 01-06-1967 Qaṣr al-Nīl           |                                          | 1                                        |
| Hadhihi laylatī                                | هذه ليلتي                        | Ceci est ma nuit                                  | George Jardāq                                | Muḥammad ‘Abd al-Wahhāb                | bayyāti  | ughniya-qaṣīda/sentimental                    | 05-12-1968 Qaṣr al-Nīl           | 08-07-1970 Festival Baalbek              | 9                                        |
| Alf-e lēla w-lēla                              | ألف ليلة وليلة                   | Mille et une nuits                                | Mursī Gamīl ‘Azīz                            | Balīgh Ḥamdī                           | nahāwand |                                               | 06-02-1969 Qaṣr al-Nīl           | 04-12-1969 Qaṣr al-Nīl                   | 4                                        |
| Aqbala l-layl                                  | أقبل الليل                       | La nuit est tombée                                | Aḥmad Rāmī                                   | Riyād al-Sunbāṭī                       | bayyāti  | ughniya-qaṣīda/sentimental                    | 04-12-1969 Qaṣr al-Nīl           | 08-07-1970 Festival Baalbek              | 5                                        |
| Is’al rūḥak                                    | إسأل روحك                        | Interroge-toi toi-même                            | ‘Abd al-Wahhāb Muḥammad                      | Muḥammad al-Mawgī                      | ḥijāzkār | ughniya/sentimental                           | 01-01-1970 Qaṣr al-Nīl           | 11-07-1970 Festival Baalbek              | 5                                        |
| We dāret el-ayyām                              | ودارت الأيام                     | Les jours passent                                 | Ma’mūn al-Shinnāwī                           | Muḥammad ‘Abd al-Wahhāb                | sīkāh    | ughniya/sentimental                           | 05-03-1970 Qaṣr al-Nīl           | 28-11-1971 Abu Dhabi                     | 6                                        |
| El-ḥobb-e kollo                                | الحب كله                         | Tout l’amour                                      | Aḥmad Shafīq Kāmil                           | Balīgh Ḥamdī                           | rāst     | ughniya/sentimental                           | 07-01-1971 Qaṣr al-Nīl           | 28-11-1971 Abu Dhabi                     | 4                                        |
| El-qalb-e ye‘shaq koll-e gamīl                 | القلب يعشق كل جميل               | Le cœur aime tout ce qui est beau                 | Bayram al-Tūnisī                             | Riyāḍ al-Sunbāṭī                       | bayyātī  | ughniya/religieux                             | 04-02-1971 Qaṣr al-Nīl           | 04-01-1973 Qaṣr al-Nīl                   | 4                                        |
| A ghadan alqāka                                | أغداً ألقاك                       | Te rencontrerai-je demain ?                       | Al-Hādī Ᾱdam                                 | Muḥammad ‘Abd al-Wahhāb                | ‘ajam    | ughniya-qaṣīda/sentimental                    | 06-05-1971 Qaṣr al-Nīl           | 10-09-1972 Université du Caire           | 5                                        |
| Min agli ‘aynayka                              | من أجل عينيك                     | Pour tes yeux                                     | ‘Abdallāh al-Fayṣal                          | Riyāḍ al-Sunbāṭī                       | bayyāti  | qaṣīda/sentimental                            | 06-01-1972 Qaṣr al-Nīl           | 04-05-1972 Qaṣr al-Nīl                   | 3                                        |
| Yā msahharnī                                   | يا مسهرني                        | Tu me fais veiller                                | Aḥmad Rāmī                                   | Sayyid Makkāwi                         | rāst     | ughniya/sentimental                           | 06-04-1972 Qaṣr al-Nīl           | 07-12-1972 Qaṣr al-Nīl                   | 4                                        |
| Lēlet ḥobb                                     | ليلة حب                          | Nuit d’amour                                      | Aḥmad Shafīq Kāmil                           | Muḥammad ‘Abd al-Wahhāb                | nahāwand | ughniya/sentimental                           | 07-12-1972 Qaṣr al-Nīl           | 04-01-1973 Qaṣr al-Nīl                   | 2                                        |

## Filmographie

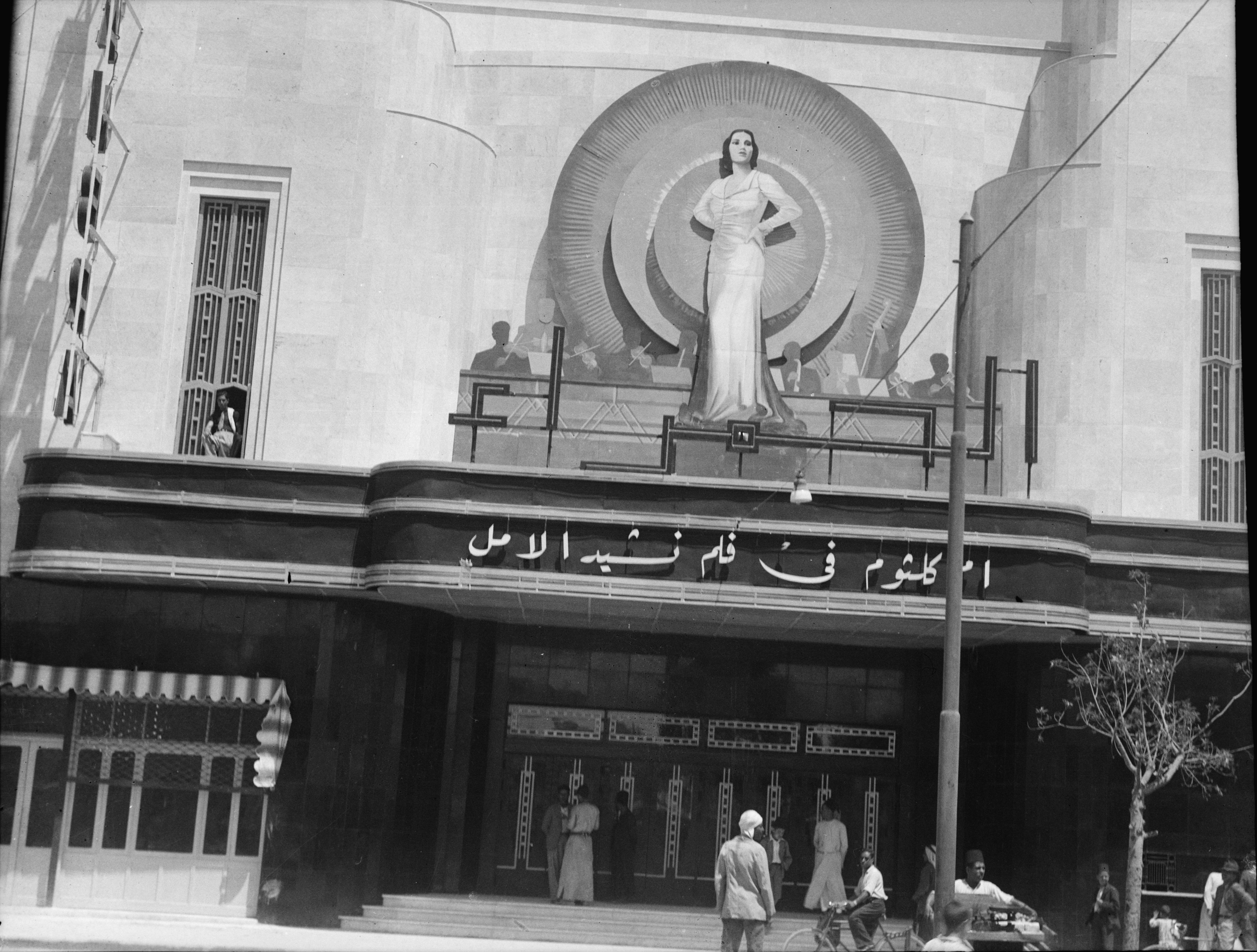
Effigie d’Oum Kalthoum à l’entrée du cinéma L’Alhambra de Jaffa en 1937.

Sur les six films tournés par Oum Kalthoum entre 1936 et 1947, trois sont des mélodrames historiques centrés autour de la personnalité d’une chanteuse mentionnée dans le Kitāb al-Aghānī (Livre des Chansons) d’Abū l-Faraj al-Iṣfahānī, et trois situés à l’époque contemporaine. Selon l’analyse de V. Danielson : « Umm Kulthūm demanded and received great control over the films, regardless of her lack of acting experience. her contract for Widād gave her final approval of the music and the right to participate in all aspects of the production. She stipulated that the plot must remain within the bounds of “al-taqālīd al-sharqiyya” or “Eastern traditions” […] Considering her inexperience, the contract granted her astounding authority and constituted additional evidence that, by 1935, Umm Kulthūm had attained a position of considerable influence in the entertainment word of Egypt » [p. 89].
Dans cinq sur six de ses films, elle joue le rôle d’une chanteuse, esclave, recherchant sa liberté dans les drames historiques, aspirant à représenter la nation moderne dans les trois autres. Les chansons sont courtes, et contribuent à redéfinir les genres musicaux égyptiens en fondant l’ughniya (chanson) moderne. Si, contrairement aux chansons des films de son concurrent masculin Muḥammad ‘Abd al-Wahhāb, elles ne comportent pas de traces d’occidentalisation flagrante au niveau instrumental ou mélodique (à l’exception de l’opéra arabe Aida, qui sera un échec commercial), et si elles conservent les techniques de chant et la logique monodique modale de l’école savante, elles sortent souvent des moules reconnus et innovent formellement. Elles ne recherchent pas le ṭarab, impliquant répétition et variation, incompatible avec le format court cinématographique. À titre d’exemple, le chant Ayyuhā l-rā’iḥ al-mugidd du premier film, Widād, est un poème médiéval (qaṣīda), mais sa mise en musique par Zakariyyā Aḥmad ne correspond ni à la qaṣīda ‘alā l-waḥda (composition ou improvisation sur cycle 4/4), ni à la qaṣīda mursala (improvisation non-mesurée) de l’école précédente : il s’agit plutôt de ce qu’on nomme dans les années 1930 un « monologue », chant expressif composé alternant passages mesurés et non-mesurés, et dont la particularité est d’être en arabe classique. D’autres pièces sont plus clairement assimilables à une ṭaqṭūqa ou un monologue, plus rarement un mawwāl. Leur langue est le plus souvent l’arabe dialectal égyptien, un dialecte pseudo-bédouin dans les drames historiques (Sallāma), plus rarement l’arabe classique.
Beaucoup ont été distribuées en disque 78 tours parallèlement à la sortie du film, et l’enregistrement y diffère légèrement dans son orchestration et interprétation de la version sur support film.

### Widād
Mélodrame historique. Réalisateurs : Fritz Kemp et Gamāl Madkūr ; scénario : Aḥmad Rāmī et Aḥmad Badrakhān. Sorti le 10 février 1936.
| Titre                                        | En arabe                       | Auteur                      | Compositeur         |
| -------------------------------------------- | ------------------------------ | --------------------------- | ------------------- |
| Ayyuhā l-rā’iḥu l-mugidd                     | أيها الرائح المجد              | al-Sharīf al-Raḍī (m. 1015) | Zakariyyā Aḥmad     |
| Yā badhīr al-uns                             | يا بشير الأنس                  | Aḥmad Rāmī                  | Zakariyyā Aḥmad     |
| Ya lēl nugūmak shuhūd                        | يا ليل نجومك شهود              | Aḥmad Rāmī                  | Zakariyyā Aḥmad     |
| Ḥayyū r-rabī‘                                | حيّوا الربيع                    | Aḥmad Rāmī                  | Riyāḍ al-Sunbāṭī    |
| ‘Alā balad el-maḥbūb (avec ‘Ᾱbduh al-Sarūgī) | على بلد المحبوب (عبده السروجي) | Aḥmad Rāmī                  | Riyāḍ al-Sunbāṭī    |
| Lēh ya zamān kān hawāya                      | ليه يا زمان كان هوايا          | Aḥmad Rāmī                  | Muḥammad al-Qaṣabgī |
| Yallī wedādak ṣafālī                         | يا للي ودادك صفالي             | Aḥmad Rāmī                  | Muḥammad al-Qaṣabgī |
| Yā ṭēr yā ‘āyesh asīr                        | يا طير يا عايش أسير            | Aḥmad Rāmī                  | Muḥammad al-Qaṣabgī |

### Nashīd al-Amal(litt.«L’hymne de l'espoir»)
Réalisateurs : Aḥmad Badrakhān et Gamāl Madkūr ; scénario : Edmond Tuwayma et Aḥmad Rāmī. Sorti le 11 janvier 1937.
| Titre                               | En arabe                     | Auteur     | Compositeur         |
| ----------------------------------- | ---------------------------- | ---------- | ------------------- |
| Mannēt shabābī                      | منيت شبابي                   | Aḥmad Rāmī | Muḥammad al-Qaṣabgī |
| Nāmī nāmī                           | نامي نامي                    | Aḥmad Rāmī | Muḥammad al-Qaṣabgī |
| Yā bahget el-‘īd                    | يا بهجة العيد                | Aḥmad Rāmī | Muḥammad al-Qaṣabgī |
| Yallī ṣana‘t el-gemīl               | يا للي صنعت الجميل           | Aḥmad Rāmī | Muḥammad al-Qaṣabgī |
| Yā magd ana eshtahētak              | يا مجد يا اشتهيتك            | Aḥmad Rāmī | Muḥammad al-Qaṣabgī |
| Efraḥ ya qalbī                      | افرح يا قلبي                 | Aḥmad Rāmī | Riyāḍ al-Sunbāṭī    |
| Qaḍḍēt ḥayātī                       | قضيت حياتي                   | Aḥmad Rāmī | Riyāḍ al-Sunbāṭī    |
| Nashīd al-gāmi‘a = Yā shabāb al-Nīl | نشيد الجامعة = يا شباب النيل | Aḥmad Rāmī | Riyāḍ al-Sunbāṭī    |

### Danānīr
Mélodrame historique. Réalisateur : Aḥmad Badrakhān ; scénario : Aḥmad Badrakhān et Aḥmad Rāmī. Sorti le 29 septembre 1940.
| Titre                          | En arabe                 | Auteur            | Compositeur         |
| ------------------------------ | ------------------------ | ----------------- | ------------------- |
| Qūlī li-ṭayfiki yanthanī       | قولي لطيفك ينثني         | Al-Sharīf al-Raḍī | Zakariyyā Aḥmad     |
| Bokra s-safar                  | بكرة السفر               | Aḥmad Rāmī        | Zakariyyā Aḥmad     |
| Raḥalat ‘anka sāgi‘āt al-ṭuyūr | رحلت عنك ساجعات الطيور   | Aḥmad Rāmī        | Zakariyyā Aḥmad     |
| Baghdād                        | بغداد (الشمس مالت)       | Aḥmad Rāmī        | Riyāḍ al-Sunbāṭī    |
| Ya lēlet el-‘īd                | يا ليلة العيد آنستينا    | Aḥmad Rāmī        | Riyāḍ al-Sunbāṭī    |
| Yā fu’ādī ghannī               | يا فؤادي غني ألحان الوفا | Aḥmad Rāmī        | Muḥammad al-Qaṣabgī |
| Ez-zahr fel-rōḍ                | الزهر في الروض           | Aḥmad Rāmī        | Muḥammad al-Qaṣabgī |
| Ṭāb en-nesīm                   | طاب النسيم العليل        | Aḥmad Rāmī        | Muḥammad al-Qaṣabgī |

### ‘Ᾱyda
Réalisateur : Aḥmad Badrakhān ; scénario : ‘Abd al-Wārith ‘Asar et Fatḥī Nashāṭī. Sorti le 11 février 1942.
| Titre                                                                 | En arabe            | Auteur     | Compositeur                  |
| --------------------------------------------------------------------- | ------------------- | ---------- | ---------------------------- |
| Opera Aïda arabe                                                      | أوبرا عايدة         | Aḥmad Rāmī | Muḥammad al-Qaṣabgī (acte 1- |
| chant : Oum Kalthoum, Ḥasan Abū Zayd, Fatḥiyya Aḥmad, Ibrāhīm Ḥammūda |                     |            | Riyāḍ al-Sunbāṭī (acte 2)    |
| Eḥnā waḥdenā (avec Ibrāhīm Ḥammūda)                                   | احنا احنا وحدنا     | Aḥmad Rāmī | Muḥammad al-Qaṣabgī          |
| ‘Aṭaf ḥabībī we-hannānī                                               | عطف حبيبي و هنّاني   | Aḥmad Rāmī | Muḥammad al-Qaṣabgī          |
| Feḍel-lī ēh yā zamān                                                  | فضل لى ايه يازمان   | Aḥmad Rāmī | Zakariyyā Aḥmad              |
| Feḍelt akhabbī                                                        | فضلت أخبي عنه هوايا | Aḥmad Rāmī | Muḥammad al-Qaṣabgī          |
| Yā farḥet el-aḥbāb                                                    | يا فرحه الاحباب     | Aḥmad Rāmī | Zakariyyā Aḥmad              |
| Unshūdat al-quṭn                                                      | انشوده القطن        | Aḥmad Rāmī | Zakariyyā Aḥmad              |

### Sallāma
Mélodrame historique ; réalisateur : Togo Mizrahi ; scénario : ‘Alī Aḥmad Bākathīr. Sorti en 1945.
| Titre                        | En arabe               | Auteur              | Compositeur      |
| ---------------------------- | ---------------------- | ------------------- | ---------------- |
| Ghannī-li shway              | غني لي شوي             | Bayram al-Tūnisī    | Zakariyyā Aḥmad  |
| Salāṃ allāh-‘An el-‘ushshāq  | سلام الله - عن العشاق  | Bayram al-Tūnisī    | Zakariyyā Aḥmad  |
| Bi-riḍāk yā khāligī          | برضاك يا خالقي         | Bayram al-Tūnisī    | Zakariyyā Aḥmad  |
| Gulli wa lā tkhabbīsh yā zēn | قوللي ولا تخبيش يا زين | Bayram al-Tūnisī    | Zakariyyā Aḥmad  |
| ‘ēnī yā ‘ēn                  | عيني يا عين            | Bayram al-Tūnisī    | Zakariyyā Aḥmad  |
| Qālū aḥabba l-Qass Sallāma   | قالوا أحب القس سلامة   | ‘Alī Aḥmad Bākathīr | Riyāḍ al-Sunbāṭī |

### Fāṭma
Réalisateur : Aḥmad Badrakhān ; scénario : Muṣṭafā Amīn et Badī‘ Khayrī. Sorti le 15 décembre 1947.
| Titre                           | En arabe                | Auteur           | Compositeur         |
| ------------------------------- | ----------------------- | ---------------- | ------------------- |
| El-ward gamīl = Lughat al-zuhūr | لغة الزهور (الورد جميل) | Bayram al-Tūnisī | Zakariyyā Aḥmad     |
| Naṣra qawiyya                   | نصرة قوية               | Bayram al-Tūnisī | Zakariyyā Aḥmad     |
| Yā ṣabāh el-khēr                | يا صباح الخير           | Bayram al-Tūnisī | Muḥammad al-Qaṣabgī |
| Nūrik ya sett el-koll           | نورك يا ست الكل         | Bayram al-Tūnisī | Muḥammad al-Qaṣabgī |
| Ẓalamūnī n-nās                  | ظلموني الناس            | Bayram al-Tūnisī | Riyāḍ al-Sunbāṭī    |
| Gamāl ed-donyā                  | جمال الدنيا             | Aḥmad Rāmī       | Zakariyyā Aḥmad     |
| Ḥa-qāblo bokra                  | ح اقابله بكرة           | Aḥmad Rāmī       | Riyāḍ al-Sunbāṭī    |
| Aṣūnu karāmatī                  | أصون كرامتي             | Aḥmad Rāmī       | Riyāḍ al-Sunbāṭī    |
| Yallī enḥaramt el-ḥanān         | يا اللي انحرمت الحنان   | Aḥmad Rāmī       | Muḥammad al-Qaṣabgī |

## Décorations

### Décorations égyptiennes
- Grand cordon de l'ordre du Nil
- Grand-croix de l'ordre mational du Mérite
- Première classe de l'ordre de la Vertu

### Décorations étrangères
- Grand cordon de l'ordre des deux Rivières ( Irak)
- Grand cordon de l'ordre suprême de la Renaissance ( Jordanie)
- Commandeur de l’ordre du Cèdre ( Liban).
- Commandeur de l'ordre du Mérite Intellectuel ( Maroc).
- Grand cordon de l'ordre du Mérite civil ( Syrie)
- Grand cordon de l'ordre de la République ( Tunisie).

#### En français
Ouvrages de vulgarisation, fictions, documentaires, mais aucune monographie scientifique :
- Ysabel Saïah-Baudis, Oum Kalsoum, L'étoile de l'Orient, Éditions du Rocher, 2004, 291 pages.  (ISBN 2 268 05088 2).
- Ysabel Saïah Baudis, Oum Kalsoum For Ever, Paris, Orients, 2012 (essentiellement iconographique)
- Hammadi Ben Hammed, Oum Kalthoum, Tunis, Paris Méditerranée/Alif, 1997.
- Ferial Ben Mahmoud, Nicolas Daniel, Oum Kalthoum l’Astre de l’Orient (documentaire), Paris, Alegria/France Television 3 editions, DVD, 2008.
- Frédéric Lagrange, « Umm Kulṯūm est-elle une interprète de culture savante ? Réflexions à partir de séquences de concert improvisées », Annales islamologiques de l’IFAO 53 (2019) parution 2020, p. 169-195.
- Frédéric Lagrange, Musiques d’Égypte, Paris, Cité de la Musique/Actes Sud, 1996, p. 122-138.
- Farid Boudjellal et Martine Lagardette, Oum Kalsoum : l'arme secrète de Nasser, Oxymore, 2024, 192 p. (ISBN 9782385610302, présentation en ligne)
- Ysabel Saïah-Baudis, Oum Kalsoum : L'étoile de l'Orient (Poche), Paris, Litos, 2025, 368 p. (ISBN 978-2-38506-117-3, présentation en ligne)

#### En anglais
- (en) Virginia Danielson, The Voice of Egypt, Umm Kulthūm, Arabic Song, and Egyptian Society in the Twentieth Century, Chicago, The University of Chicago Press, 1997. Ouvrage de référence sur Oum Kalthoum en tant que phénomène social et national, moins sur le plan de son art.
- (en) Ali Jihad Racy, Making Music in the Arab World, The Culture and Artistry of Ṭarab, Cambridge, Cambridge University Press, 2003. Consacré à la notion de ṭarab, l’ouvrage cite l’art kulthūmien en permanence.
- (en) Laura Lohman, “The Artist of the People in the Battle, Umm Kulthūm's concerts for Egypt in Political Context”, Music and the Play of Power in the Middle-East, North Africa and Central Asia, ed. Laudan Nooshin, Rootledge 2016, p. 33-54.
- (en) Laura Lohman, Umm Kulthūm, Artistic Agency and the Shaping of an Arab Legend 1967-2007, Middletown, Wesleyan University Press, 2010.
- (en) Zeina G. Halabi, “The literary Lives of Umm Kulthūm: Cossery, Ghaly, Negm and the Critique of Nasserism”, Middle Easter Literatures, 19:1 (2016), p. 77-98.

#### En arabe
Ouvrage de référence :
- (ar) Ilyās Saḥḥāb, Mawsū‘at Umm Kulthūm (litt. « l’Encyclopédie Umm Kulthūm »), 3 volumes, Beyrouth, Mūsīqā l-Sharq, 2003. vol 1 : éléments biographiques ; vol 2 : chansons 1924-1940 ; vol 3 : chansons 1941-1973.

Ouvrage complémentaire, en dépit de son ton hagiographique :
- (ar) Ni‘māt Aḥmad Fu’ād, Umm Kulthūm wa-‘aṣr min al-fann (litt. « Umm Kulthūm et une époque artistique »), Le Caire, GEBO, 1983.

Analyse poussée :
- (ar) Victor Saḥḥāb, Al-Sab‘a al-kibār fī l-mūsīqā l-‘arabiyya l-mu‘āṣira (litt. « Les sept grands de la musique arabe contemporaine »), Beyrouth, Dār al-‘ilm li-l-malāyīn, 1987, particulièrement p. 221-242.

Voir aussi la charge cruelle mais très informée de l’intellectuel libanais Ḥāzim Ṣāghiya (=Saghieh) contre les compromissions de la chanteuse avec le régime nassérien et le discours de type fantastique/merveilleux entourant le mythe Umm Kulthūm :
- (ar) Ḥāzim Ṣāghiya, Al-hawā dūna ahlihi (litt. « la passion sans les amoureux / est inférieure aux amoureux »), Beyrouth, Dār al-Jadīd, 1991.